# Miss Poitou-Charentes
Miss Poitou-Charentes est un concours de beauté annuel concernant les jeunes femmes de l'ancienne région Poitou-Charentes. Il est qualificatif pour l'élection de Miss France, retransmise sur la chaîne TF1, en décembre, chaque année. 
Deux Miss issues de la région Poitou-Charentes ont déjà été couronnées Miss France :
- Monique Chiron, Miss France 1959, élue sous le titre de Miss Poitou ;
- Véronique Fagot, Miss France 1977, élue sous le titre de Miss Poitou.

Deux Miss issues de la région Poitou-Charentes ont été remplaçantes de Miss France :
- Monique Boucher, Miss France 1966, élue sous le titre de Miss Charentes ;
- Claudine Cassereau, Miss France 1972, élue sous le titre de Miss Poitou.

## Histoire
Le concours a parfois été séparé entre Miss Poitou et Miss Charentes, ou rebaptisé Miss Charentes-Poitou.
Les candidates originaires de Vendée pouvaient participer à l'élection.
Le délégué régional pour Miss France est Éric Laurens.

## Synthèse des résultats
Note : Toutes les données ne sont pas encore connues.
- Miss France : Monique Chiron (1958, Miss Poitou), Monique Boucher (1965, Miss Charente)[Note 1], Claudine Cassereau (1971, Miss Poitou)[Note 2], Véronique Fagot (1976, Miss Poitou) ;
- 1re dauphine : Françoise Radureau (1957, Miss Poitou), Béatrice Demiaud (1966, Miss Royan), Nadine Labadie Wolf (1970, Miss Côte de Beauté) ;
- 2e dauphine : Marine Clouet (2000, Miss Poitou) ;
- 3e dauphine : Michèle Mouix (1966, Miss Aunis) ;
- 4e dauphine : Annick Barbillet (1960, Miss Poitou) ;
- 5e dauphine : Mathilde Muller (2008) ;
- Top 12/Top 15 : Stéphanie Loizeau (1995, Miss Charentes-Poitou), Nancy Bourgeix (1996, Miss Charentes-Poitou), Alexandra Bauduin (1997), Andréa Galland (2019), Justine Dubois (2020), Marine Paulais (2022).

## Élections locales qualificatives
- Miss Charente-Maritime ;
- Miss Charente ;
- Miss Deux-Sèvres ;
- Miss Vienne.

## Les Miss
Note : Toutes les données ne sont pas encore connues.
| Année | Dénomination                 | Nom                    | Âge    | Taille | Résidence              | Classement local/régional | Classement Miss France | Autres |
| ----- | ---------------------------- | ---------------------- | ------ | ------ | ---------------------- | --- | --- | --- |
| 1957  | Miss Poitou                  | Françoise Radureau     |        |        |                        | | 1re dauphine de Miss France 1958 | |
| 1958  | Miss Poitou de Poitiers      | Monique Chiron         | 22 ans | 1,74 m |                        | | Miss France 1959 | |
| 1958  | Miss Poitou de Châtellerault | Muguette Fabris        | 18 ans | 1,69 m | Châtellerault          | | | Elle sera plus tard élue Miss France 1963. |
| 1960  | Miss Poitou                  | Annick Barbillet       |        |        |                        | | 4e dauphine de Miss France 1961 | |
| 1962  | Miss Côte de Beauté          | Claudine Robin         |        |        |                        | | | |
| 1962  | Miss Saintes                 | Danièle Putier         |        |        |                        | | | |
| 1964  | Miss Royan                   | Annick Delorme         |        |        |                        | | | |
| 1965  | Miss Charente                | Monique Boucher        |        |        | Saint-Jean-d'Angély    | | Miss France 1966 par intérim (en remplacement de Michèle Boule).                                                                                 | |
| 1966  | Miss Aunis                   | Michèle Mouix          |        |        |                        | | 3e dauphine de Miss France 1967 | |
| 1966  | Miss Royan                   | Béatrice Demiaude      |        |        |                        | | 1re dauphine de Miss France 1967 | |
| 1967  | Miss Oléron                  | Dany Nadeau            |        |        |                        | | | |
| 1967  | Miss Charentes               | Annick Delavaud        |        |        |                        | | | |
| 1970  | Miss Côte de Beauté          | Nadine Labadie Wolf    |        |        |                        | | 1re dauphine de Miss France 1971 | |
| 1970  | Miss Deux-Sèvres             | Claudine Gatard        |        |        |                        | | | |
| 1970  | Miss Poitou                  | Chantal Charruault     |        |        |                        | | | |
| 1971  | Miss Poitou                  | Claudine Cassereau     | 18 ans |        | Niré-le-Dolent         | | 3e dauphine, puis récupère le titre de Miss France 1972 en remplacement de Chantal Bouvier de Lamotte, victime d'un grave accident d'équitation. | |
| 1976  | Miss Angoulême               | Évelyne Guérin         |        |        |                        | | | Prix du Costume Historique à l'élection de Miss France 1977 |
| 1976  | Miss Charentes               | Catherine Dessèvre     |        |        |                        | | | Également Miss Toulouse 1977 et 1978 À l'époque, plusieurs participations à la finale nationale étaient admises                                                  |
| 1976  | Miss La Rochelle             | Chantal Beaudonnet     |        |        |                        | | | |
| 1976  | Miss Poitou                  | Véronique Fagot        | 17 ans | 1,78 m | Oiron                  | | Miss France 1977 | Demi-finaliste à Miss Monde 1977 |
| 1977  | Miss Charentes               | Béatrice Tixeuil       |        |        |                        | | | |
| 1977  | Miss Poitou                  | Murielle Bertraud      |        |        |                        | | | |
| 1977  | Miss Saintonge               | Évelyne Guérin         |        |        |                        | | | Prix des mannequins à l'élection de Miss France 1978, également Miss Angoulême 1976 ; à l'époque, plusieurs participations à la finale nationale étaient admises |
| 1978  | Miss Poitou                  | Sophie Parola          |        |        |                        | | | |
| 1979  | Miss Poitou                  | Aïcha Atmani           |        |        |                        | | | |
| 1979  | Miss Vienne                  | Brigitte Moreau        |        |        |                        | | | |
| 1981  | Miss Poitou-Charentes        | Pierrette Deguille     |        |        |                        | | | |
| 1983  | Miss Poitou-Charentes        | Maryse Chedreau        |        |        |                        | | | |
| 1989  | Miss Charentes               | Aline Menard           |        |        |                        | | | |
| 1989  | Miss Poitou                  | Stéphanie Vincente     |        |        |                        | | | |
| 1990  | Miss Charentes               | Stéphanie Beau         |        |        |                        | | | |
| 1990  | Miss Poitou                  | Rose-Isabelle Pinheiro |        |        |                        | | | |
| 1991  | Miss Charentes               | Linda Pinson           |        |        |                        | | | |
| 1992  | Miss Charentes               | Linda Roy              | 18 ans |        |                        | | | |
| 1992  | Miss Poitou                  | Véronique Goubault     | 23 ans | 1,76 m | Chauvigny              | | | |
| 1993  | Miss Charentes               | Lætitia Buraud         |        |        | La Rochelle            | | | |
| 1994  | Miss Charentes               | Astrid Orioux          | 20 ans |        | Saint-Jean-de-Liversay | | | |
| 1995  | Miss Charentes-Poitou        | Stéphanie Loizeau      |        |        |                        | | Figure parmi les 12 demi-finalistes à l'élection de Miss France 1996.                                                                            | |
| 1996  | Miss Charentes-Poitou        | Nancy Bourgeix         |        |        |                        | | Figure parmi les 12 demi-finalistes à l'élection de Miss France 1997.                                                                            | |
| 1999  | Miss Poitou-Charentes        | Alexandra Bauduin      | 19 ans | 1,77 m | Saint-Benoît           | | Figure parmi les 12 demi-finalistes à l'élection de Miss France 1998.                                                                            | |
| 1998  | Miss Poitou-Charentes        | Sophie Bernardin       | 23 ans | 1,74 m | Moncoutant             | | | |
| 1999  | Miss Poitou-Charentes        | Sabrina Chauvelin      | 19 ans | 1,75 m |                        | | | |
| 2000  | Miss Charentes               | Émilie Saint-Geours    |        |        | Angoulême              | | | |
| 2000  | Miss Poitou                  | Marine Clouet          | 22 ans | 1,74 m | Noirmoutier            | 1re dauphine de Miss Nantes 1998, 1re dauphine de Miss Pays de la Loire 1998, 1re dauphine de Miss Pays de la Loire 1999, Miss Vendée 2000      | 2e dauphine de Miss France 2001 | |
| 2001  | Miss Charentes               | Eugénie Lassey         | 21 ans | 1,80 m | Cognac                 | | | |
| 2001  | Miss Poitou                  | Caroline Talbot        | 18 ans | 1,77 m | Thouars                | | | |
| 2002  | Miss Charentes               | Stéphanie Barreau      |        |        |                        | | | |
| 2002  | Miss Poitou                  | Amélie Drapeau         | 18 ans |        | Mouzeuil-Saint-Martin  | 1re dauphine de Miss Vendée 2002 | | |
| 2003  | Miss Charentes               | Gaëlle Coz             |        |        | Saintes                | | | |
| 2003  | Miss Poitou                  | Julie Trèves           |        |        | Brem-sur-Mer           | Miss Vendée 2003 | | |
| 2004  | Miss Charentes               | Alvina Fournier        | 19 ans | 1,76 m |                        | | | |
| 2004  | Miss Poitou                  | Charlotte Humeau       | 23 ans | 1,73 m | Bretignolles-sur-Mer   | Miss Pays de la Châtaigneraie 2002 | | |
| 2005  | Miss Charentes               | Chloé Lefebvre         | 23 ans | 1,73 m | Royan                  | | | |
| 2005  | Miss Poitou                  | Reva Segonne           | 21 ans | 1,81 m | Saint-Benoît           | Miss Haut-Poitou 2004 | | |
| 2006  | Miss Poitou-Charentes        | Carine Bissirier       | 21 ans | 1,72 m | Poitiers               | | | |
| 2007  | Miss Poitou-Charentes        | Clémence Dussagne      | 19 ans | 1,72 m | Dignac                 | | | |
| 2008  | Miss Poitou-Charentes        | Mathilde Muller        | 19 ans | 1,77 m | Valence                | Miss Vienne Vals de Gartempe 2008 | 5e dauphine de Miss France 2009 | Représentante de la France à Miss International 2009 |
| 2009  | Miss Poitou-Charentes        | Rachel Jeannot         | 23 ans | 1,73 m | Civray                 | | | |
| 2010  | Miss Poitou-Charentes        | Pearl Crosland         | 21 ans | 1,78 m | Angoulême              | | | Prix de l'élégance à l'élection de Miss France 2011 |
| 2011  | Miss Poitou-Charentes        | Manika Auxire          | 21 ans | 1,71 m | Blanzac-Porcheresse    | 2e dauphine de miss Poitou-Charentes 2010 | | |
| 2012  | Miss Poitou-Charentes        | Typhanie Soulat        | 21 ans | 1,71 m | Fontaine-le-Comte      | 2e dauphine de Miss Vienne Val de Gartempe 2011, Miss Vienne 2011, 2e dauphine de Miss Poitou-Charentes 2011                                    | | |
| 2013  | Miss Poitou-Charentes        | Laura Pierre           | 19 ans | 1,74 m | Le Gua                 | 1re dauphine de Miss Charente-Maritime 2013 | | |
| 2014  | Miss Poitou-Charentes        | Mathilde Hubert        | 19 ans | 1,73 m | Cherves-Richemont      | | | |
| 2015  | Miss Poitou-Charentes        | Manon Rougier          | 19 ans | 1,79 m | Roullet-Saint-Estèphe  | | | |
| 2016  | Miss Poitou-Charentes        | Magdalène Chollet      | 19 ans | 1,72 m | Neuville-de-Poitou     | 1re dauphine de Miss Haut-Poitou 2015 | | |
| 2017  | Miss Poitou-Charentes        | Ophélie Forgit         | 20 ans | 1,71 m | Arvert                 | | | |
| 2018  | Miss Poitou-Charentes        | Marion Sokolik         | 23 ans | 1,74 m | Cognac                 | | | |
| 2019  | Miss Poitou-Charentes        | Andréa Galland         | 20 ans | 1,72 m | Niort                  | Miss Vendée 2018, 1re dauphine de Miss Pays de la Loire 2018                                                                                    | Figure parmi les 15 demi-finalistes à l'élection de Miss France 2020 et termine 10e                                                              | |
| 2020  | Miss Poitou-Charentes        | Justine Dubois         | 24 ans | 1,74 m | Angoulême              | Miss Bordeaux 2018, 1re dauphine de Miss Aquitaine 2018, 1re dauphine de Miss Biganos-Porte du Bassin 2019, 1re dauphine de Miss Aquitaine 2019 | Figure parmi les 15 demi-finalistes à l'élection de Miss France 2021 et termine 10e                                                              | |
| 2021  | Miss Poitou-Charentes        | Lolita Ferrari         | 24 ans | 1,71 m | Rochefort              | Miss Prestige Poitou-Charentes 2017, 1re dauphine de Miss Poitou-Charentes 2020, 1re dauphine de Miss Charente-Maritime 2021                    | | |
| 2022  | Miss Poitou-Charentes        | Marine Paulais         | 20 ans | 1,73 m | Bellevigne             | Miss Charente 2022 | Figure parmi les 15 demi-finalistes à l'élection de Miss France 2023 et termine 14e                                                              | Prix du meilleur costume régional lors de l’élection de Miss France 2023                                                                                         |
| 2023  | Miss Poitou-Charentes        | Lounès Texier          | 18 ans | 1,73 m | Périgné                | 1re dauphine de Miss Deux-Sèvres 2023 | | |
| 2024  | Miss Poitou-Charentes        | Charlie Benard         | 27 ans | 1,70 m | Angoulême              | 2e dauphine de Miss Normandie 2022, Miss Charente 2024                                                                                          | | Prix de l'académie des Miss lors de l’élection de Miss France 2025                                                                                               |

## Palmarès par département depuis 2006
- Charente : 2007, 2010, 2011, 2014, 2015, 2018, 2020, 2022, 2024 (9)
- Vienne : 2006, 2008, 2009, 2012, 2016 (5)
- Charente-Maritime : 2013, 2017, 2021 (3)
- Deux-Sèvres : 2019, 2023 (2)

## Palmarès à l'élection Miss France depuis 2000
- Miss France :
- 1re dauphine :
- 2e dauphine : 2001
- 3e dauphine :
- 4e dauphine :
- 5e dauphine : 2009
- 6e dauphine :
- Top 12 puis 15 : 2020, 2021, 2023
- Classement des régions pour les 10 dernières élections (Miss France 2015 à 2024) : 25e sur 30[Note 3].

## À retenir
- Meilleur classement de ces 10 dernières années : Andréa Galland, Justine Dubois et Marine Paulais, demi-finalistes à Miss France 2020, Miss France 2021 et Miss France 2023.
- Dernier classement réalisé : Marine Paulais, demi-finaliste à Miss France 2023.
- Dernière Miss France : Véronique Fagot élue Miss France 1977.

## Classement Élections régionales

### Élection 2021 (Futuroscope de Poitiers)
- Miss Poitou-Charentes 2021 : Lolita Ferrari (1re dauphine de Miss Charente-Maritime 2021)
- 1re dauphine : Ambre Ruiter (Miss Charente-Maritime 2021)
- 2e dauphine : Florence Anthoï (Miss Charente 2021)
- 3e dauphine : Clémence Mieuze (1re dauphine de Miss Charente 2021)
- 4e dauphine : Océane Epron (2e dauphine de Miss Charente 2021)

### Élection 2022 (Futuroscope de Poitiers)
- Miss Poitou-Charentes 2022 : Marine Paulais (Miss Charente 2022)
- 1re dauphine : Constance Dubois (1re dauphine Miss Deux-Sèvres 2022)
- 2e dauphine : Flavie Côme (Miss Charente-Maritime 2022)
- 3e dauphine : Alizée Moreau (Prix du défilé à Miss Vienne 2022)
- 4e dauphine : Coralie Tricoche (Prix du maillot de bain à Miss Vienne 2022)